# Ouistiti de Geoffroy
Callithrix geoffroyi
 (janvier 2021).
Si vous disposez d'ouvrages ou d'articles de référence ou si vous connaissez des sites web de qualité traitant du thème abordé ici, merci de compléter l'article en donnant les références utiles à sa vérifiabilité et en les liant à la section « Notes et références ».
 (janvier 2021).
La mise en forme du texte ne suit pas les recommandations de Wikipédia : il faut le « wikifier ».
Les points d'amélioration suivants sont les cas les plus fréquents. Le détail des points à revoir est peut-être précisé sur la page de discussion.
- Les titres sont pré-formatés par le logiciel. Ils ne sont ni en capitales, ni en gras.
- Le texte ne doit pas être écrit en capitales (les noms de famille non plus), ni en gras, ni en italique, ni en « petit »…
- Le gras n'est utilisé que pour surligner le titre de l'article dans l'introduction, une seule fois.
- L'italique est rarement utilisé : mots en langue étrangère, titres d'œuvres, noms de bateaux, etc.
- Les citations ne sont pas en italique mais en corps de texte normal. Elles sont entourées par des guillemets français : « et ».
- Les listes à puces sont à éviter, des paragraphes rédigés étant largement préférés. Les tableaux sont à réserver à la présentation de données structurées (résultats, etc.).
- Les appels de note de bas de page (petits chiffres en exposant, introduits par l'outil «  Source ») sont à placer entre la fin de phrase et le point final[comme ça].
- Les liens internes (vers d'autres articles de Wikipédia) sont à choisir avec parcimonie. Créez des liens vers des articles approfondissant le sujet. Les termes génériques sans rapport avec le sujet sont à éviter, ainsi que les répétitions de liens vers un même terme.
- Les liens externes sont à placer uniquement dans une section « Liens externes », à la fin de l'article. Ces liens sont à choisir avec parcimonie suivant les règles définies. Si un lien sert de source à l'article, son insertion dans le texte est à faire par les notes de bas de page.
- La présentation des références doit suivre les conventions bibliographiques. Il est recommandé d'utiliser les modèles {{Ouvrage}}, {{Chapitre}}, {{Article}}, {{Lien web}} et/ou {{Bibliographie}}. Le mode d'édition visuel peut mettre en forme automatiquement les références.
- Insérer une infobox (cadre d'informations à droite) n'est pas obligatoire pour parachever la mise en page.

Pour une aide détaillée, merci de consulter Aide:Wikification.
Si vous pensez que ces points ont été résolus, vous pouvez retirer ce bandeau et améliorer la mise en forme d'un autre article.
Espèce
Statut de conservation UICN

 LC  : Préoccupation mineure
Statut CITES
Le Ouistiti de Geoffroy (Callithrix geoffroyi) est une espèce de primate de la famille des Callitrichidae qui se rencontre au Brésil.

## Autres noms
Ouistiti de Geoffroy. White-headed marmoset, white-fronted marmoset, Geoffroy’s tufted-ear marmoset. Sagui-de-cara-branca, sagui-caratinga (Brésil).

## Évolution
Des études génétiques et morphologiques en font l’espèce la plus primitive du groupe atlantique. Les adaptations dentaires et comportementales à l’incision des troncs sont les moins avancées du groupe.

## Distribution
Côtes sud-est du Brésil. Essentiellement Espírito Santo. Dans l’extrême sud du Bahia, presque tout l’Espírito Santo et l’est du Minas Gerais. Au nord jusqu’au Rio Jequitinhonha, au sud jusqu’au Rio Dôce, à l’ouest jusqu’au Rio Araçuaí - Serra do Espinhaço. Le Rio Itanhem correspond au cœur de sa distribution. La serra do Cipó (Minas Gerais) pourrait constituer une barrière géographique isolant geoffroyi et penicillata.

## Hybridation
Avec le ouistiti à pinceaux noirs (Callithrix penicillata) dans l’est du Minas Gerais (Serra da Piedade). Quelques zones d’hybridation avec celui-ci pourrait résulter de la déforestation (avec avancée de C. penicillata) ou de l’introduction de C. geoffroyi hors de sa distribution naturelle.

## Habitat
Forêt sempervirente et forêt semi-décidue, en plaine et jusqu’à 500 m d’altitude. Préfère la forêt secondaire en régénération à la forêt primaire ou secondaire mature. Lisière de forêt.

## Sympatrie et association
S’alimente parfois en compagnie du titi à masque du nord (Callicebus personatus).

## Description
Pelage doux et épais rappelant celui du koala. Fourrure brun noirâtre avec des teintes grises dessus, brun sombre dessous. Queue annelée de sombre et de gris brun. Longues touffes auriculaires noires (3,5 cm). Large masque blanc : cette tache lumineuse d’un blanc pur, qui déborde du visage derrière les joues et sur la gorge, confère à l’animal un air de créature d’Halloween et nul doute qu’une telle rupture de coloration avec le reste du corps joue un rôle tant social que défensif.

## Mensurations
Corps 20 cm. Queue 29 cm. Poids de 230 à 350 g (M) et 200 g (F).

## Domaine
23,3ha (annuel) et de 2,3 à 9,5ha (mensuel), à Aracruz (Espírito Santo). 34,24ha (annuel) avec un cœur de 9,75ha (Station de Vera Cruz, Bahia). 34ha (PN de la Serra do Cipó, Minas Gerais). Territorial.

## Locomotion
Quadrupède.

## Comportements basiques
Diurne. Arboricole.

## Activités
Parcourt chaque jour 1 315 m (de 480 m en mai à 1 480 m en mars), à Aracruz. Budget d’activités (Aracruz) : repos (29 %), alimentation (21 %), déplacements (20 %), recherche alimentaire (14 %), gougeage (13 %) et autres (3 %). Ici, il se repose plus durant la saison humide (32,1 %) que durant la saison sèche (17,8 %), et passe moins de temps à rechercher sa nourriture durant la saison humide (9,7 %) que sèche (20,6 %). Parcourt chaque jour 1 700 m (minimum 500 m), à une vitesse moyenne de 0,33 km/h, à Vera Cruz.

## Alimentation
Gommivore-frugivore-insectivore. Budget alimentaire (Aracruz) : 68 % d’exsudats, notamment gomme de l’ingá Inga stipularis, de l’acacia Acacia paniculata, du bauhinia Bauhinia angulosa et du paulinia Paulinia carpopodia. Fruits davantage consommés durant les mois chauds (décembre et janvier). Arthropodes (sauterelles, coléoptères, chenilles et araignées), escargots, grenouilles et lézards. Suit les redoutables fourmis légionnaires dans le seul but de croquer les insectes qui s’enfuient au passage de ces armées de Huns miniatures. Les deux espèces de fourmis concernées sont Labidus praedator et Eciton burchelli.
Il consomme les fruits et la gomme de 32 espèces et capture davantage d’insectes les mois chauds en association avec C. (S.) robustus, à Vera Cruz.

## Taille du groupe
9 (de 4 à 15).

## Structure sociale et système de reproduction
Groupe multimâle-multifemelle. Polyandrie. Polygynie présumée.

## Reproduction
Durant la copulation, le mâle enroule sa queue, une manifestation qui fait partie de la parade sexuelle. Gestation de 145 jours environ. La moitié des naissances a lieu entre septembre et décembre (en captivité).

## Développement
Dans les petites cellules familiales, les pères passent plus de temps à transporter leur progéniture et les jeunes sont plus vite indépendants dans les grands groupes. En moyenne, les bébés sont dépendants durant les deux premières semaines et totalement autonomes au bout de 2 mois. Puberté à 1,5 an. Maturité sexuelle : 2 ans.

## Prédateurs
Petits félins : margay et chat-ocelot.

## Menaces
Déforestation. Trafic.

## Conservation
Fazenda São Joaquim, RB de Córrego do Veado, RB de Sooretama, RF de Linhares, Rfo. de Goitacazes, RB de Comboios, R. de Mestre Alavaro, R. de Duas Bocas, A. protégée du Maciço central dont PE de Fonte Grande et PE de Paulo César Vinha (Espírito Santo) ; PN de la Serra do Cipó (Minas Gerais) ; RF de Porto Seguro, Station expérimentale de Pau Brasil, Station expérimentale de Gregório Bondar et peut-être PN de Monte Pascoal (Bahia), au Brésil.